# 龙虎庄乡
龙虎庄乡，是中华人民共和国河北省廊坊市永清县下辖的一个乡镇级行政单位。

## 行政区划
龙虎庄乡下辖以下地区：
东龙虎庄村、西龙虎庄村、南圈村、北孟一村、北孟二村、北孟三村、杨迁务村、梨桁村、瓦屋辛庄村、义井村、后刘官营村、前刘官营村、石九垡村、前店村、后店村、马家营村、宋贺郎营村、仓上村、千人目村、绳高营村、朱家营村、罗家营村、大青垡村、小青垡村和刘庄村。